# Хант, Джордж (гребец)
Джордж Элвуд «Шорти» Хант младший (англ. George Elwood "Shorty" Hunt Jr.; 1 августа 1916, Пьюаллуп, Вашингтон — 3 сентября 1999, Иссакуа, Вашингтон) — американский гребец, выступавший за сборную США по академической гребле в середине 1930-х годов. Чемпион летних Олимпийских игр в Берлине, победитель и призёр многих студенческих регат. Участник Второй мировой войны.

## Биография
Джордж Хант родился 1 августа 1916 года в городе Пьюаллуп, штат Вашингтон.
Начал заниматься академической греблей во время учёбы в Вашингтонском университете в Сиэтле, состоял в местной гребной команде «Вашингтон Хаскис», неоднократно принимал участие в различных студенческих регатах, в частности в восьмёрках выигрывал чемпионат Межуниверситетской гребной ассоциации (IRA).
Наивысшего успеха в гребле на международном уровне добился в сезоне 1936 года, когда вошёл в основной состав американской национальной сборной и благодаря череде удачных выступлений удостоился права защищать честь страны на летних Олимпийских играх в Берлине. В составе распашного экипажа-восьмёрки с рулевым в финале обошёл всех своих соперников, в том числе более чем на полсекунды опередил ближайших преследователей из Италии, и тем самым завоевал золотую олимпийскую медаль.
Окончив университет со степенью инженера, работал по специальности в строительной компании. С началом Второй мировой войны поступил на службу в Военно-морские силы США, состоял в строительном батальоне Seabee, участвовал в боевых действиях на юге Тихого океана.
По окончании войны основал в Сиэтле свою собственную строительную компанию Collins-Hunt Construction, впоследствии покинул её и начал новый бизнес в компании George E. Hunt Construction, специализирующейся на строительстве коммерческой недвижимости. Причастен к возведению многих знаковых зданий Сиэтла, долгое время был главным подрядчиком Вашингтонского университета. Прежде чем выйти на пенсию, работал в инженерном отделе Port of Seattle.
Умер 3 сентября 1999 года в городе Иссакуа, штат Вашингтон, в возрасте 83 лет.